# Kiesel (Fluss)
Die Kiesel ist ein rund 19 km langer Bach in Frankreich, der im Département Moselle in der Region Grand Est verläuft und ein nordwestlicher und linker Zufluss der Mosel.

## Geographie

### Verlauf
Die Kiesel entspringt auf einer Höhe von etwa 311 m im Gemeindegebiet von Kanfen.
Sie entwässert generell Richtung Südost und erreicht bereits unterhalb von Garche die Mosel. Hier wird sie jedoch in ein künstliches Gerinne umgeleitet, in welchem sie dem Verlauf der Mosel bis unterhalb der Barrage de Kœnigsmacker folgt und erst dort, nach rund 19 Kilometern, im Gemeindegebiet von Cattenom, als linker Nebenfluss auf einer Höhe von ungefähr 147 m in die Mosel mündet.
Der Lauf der Kiesel endet ungefähr 164 Höhenmeter unterhalb des Ursprungs ihrer Quelle, sie hat somit ein mittleres Sohlgefälle von etwa 8,8 ‰.

### Zuflüsse
Reihenfolge von der Quelle zur Mündung. Daten nach SANDRE
- Ruisseau le Muhlengrund (links), 1,6 km
- Reybach (rechts), 3,6 km
- Wampichbach (rechts), 6,2 km
- Ruisseau de la Grange (rechts), 3,1 km
- Ruisseau de Warpich (links), 4,6 km

### Orte am Fluss
(Reihenfolge in Fließrichtung)
- Kanfen
- Sœtrich, Gemeinde Hettange-Grande
- Hettange-Grande
- Garche, Gemeinde Thionville